# Llista de mestres de capella de la col·legiata de Sant Nicolau d'Alacant
Els mestres de capella de la col·legiata de Sant Nicolau d'Alacant han sigut:
- 1600 - 1619 Nicolàs Salinas o Salina
- 1619 - 1632 Pere Simó Merino[2]
- 1632 - 1640 Josep de la Torre o Josep de Torres
- 1640 - 1647 Nicolás Buades
- 1647 - 1668 Joan Bautista Martínez de Lillo
- 1671 - 1690 Antoni Brell
- 1690 - 1723 Isidre Escorihuela (absent de 1700 a 1707, el substituïren temporalment Pere Cuñat, Jordi Rodríguez, Tomàs Garcia i Francisco Zacarías Juan -mestre de capella de Santa Maria d'Elx-)
- 1723 - 1762 Manuel Comeres i Rodríguez[3]
- 1762 - 1772 Gabriel Aznar[4]
- 1773 - 1781 Agustín Iranzo y Herrero[5]
- 1781 - 1786 Vicente Torres y Escalante
- 1788 - 1789 Bernardo Chorro, interinament
- 1789 - 1804 Agustín Iranzo y Herrero
- 1805 - 1806 José Juan, interinament
- 1806 - 1807 Francisco Pérez Guarner
- 1807 - 1811 Josep Alexandre
- 1811 - 1822 Francisco Pérez Guarner
- 1822 - 1824 Calixto Pérez Guarner
- 1824 - 1844 José Vasco[6]
- 1844 - 1855 Vicente Crevea Cortés
- 1855 - 1857 Francisco de Paula Villar Modonés, interinament
- 1857 - 1862 Miguel Crevea Cortés
- 1863 - 1872 Francisco de Paula Villar Modonés
- 1872 - 1875 Francisco Senante Llaudés
- 1875 - 1880 Francisco de Paula Villar Modonés
- 1880 - ? Ramon Gorgé Soler (1853-1925)
- Rafael Pastor Marco (1860-1943)
- 1893 - 1896 Francisco Senante Llaudés
- 1896 - 1904 Ernest Villar Miralles[7]
- (1921, 1931) Rafael Sempere Ayala
- (després de 1913) - ? Carlos Moreno Soria (1874-1962)
- (1976) José María Parreño Rameta (1930-2014)
- Dates desconegudes entre 1868 i 1996: Ricardo Ruiz Baquero
- (anys 70) - 1996 Tomás Rocamora García[8]
- 2000 - (2008) Juan Flores Fuentes[9][10]